# Fiolmannen

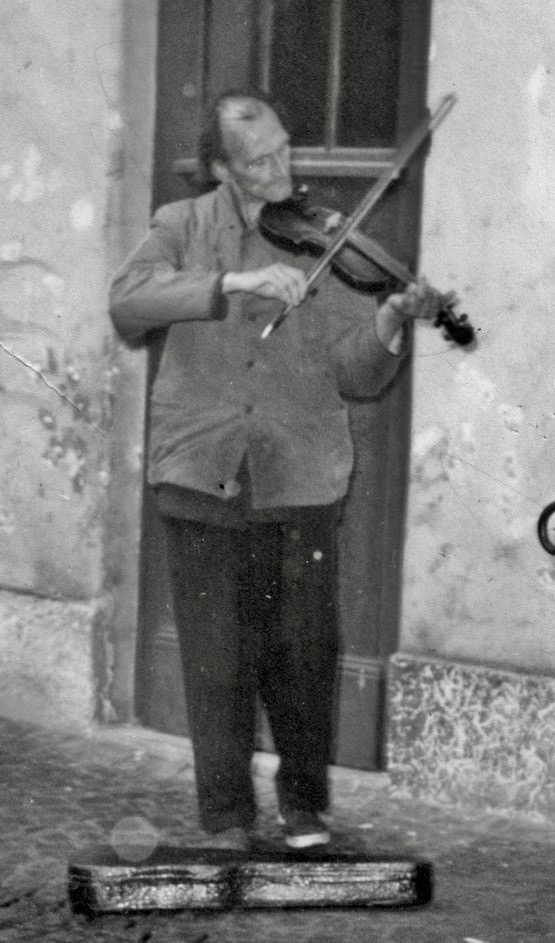
Gatu- och gårdsmusikanten John Eriksson - även kallad "Fiolmannen".

John Erik Eriksson, känd som ”Fiolmannen”, född 15 juni 1896 i Ytterby, död 24 januari 1991 i Fjällbo. Han var gatu- och gårdsmusikant och ett av Göteborgs mest kända original, som sågs vandra med lätta och snabba steg på stadens gator med sin fiollåda under många år. 
Numera finns han att beskåda som en av Claes Hake skapad staty på gården i kvarteret Traktören i västra Nordstaden. "Fiolmannen" har fått ge namn åt spårvagn 836 i Göteborg. Denna vagn är av typ M29. Erikssons liv inspirerade även Tages singel "There's a Blind Man Playin' Fiddle in the Street" vilket blev deras sista hit på Tio i topp år 1968.
John Eriksson är begravd på Kvibergs kyrkogård.